# 연체몬
《연체몬》은 디지몬 시리즈에서 등장하는 가공의 캐릭터(몬스터)이다. 원판 이름은 게소몬(GESOMON, ゲソモン).

## 소개
오징어의 모습을 한 디지몬으로, 필살기는 맞으면 장시간 시각이 마비되는 강력한 오징어 먹물을 발사하는 공포의 먹물이다. 마린데블몬과 산티라몬, 리바이어몬 등으로 진화할 수 있다.

## 행적

### 디지몬 어드벤처
묘티스몬의 부하로 30화에서 등장. 원뿔몬한테 패배 당하고 만다.

### 파워 디지몬
쉘몬, 가재드라몬과 함께 호주의 바다에서 난동을 부리는 것으로 등장. 하지만 원뿔몬, 아르마몬, 크랩몬이 해물 피자, 해산물 볶음밥, 해물 카레로 만들어버리겠다고 으름장을 놓자 겁이 나서 부리나케 도주한다.